# Orso van Benevento
Orso of Ursus was prins van Benevento van 891 tot 892. Orso was de zoon van Aiulf II.
Orso was vermoedelijk nog een kind toen zijn vader stierf. Zijn vader probeerde de opmars van de Byzantijnen in Zuid-Italië te stuiten. Orso kon geen vuist maken en het Vorstendom Benevento werd opgeslorpt worden door het Byzantijnse thema Longobardia.
In 895 slaagde Guido IV van Spoleto het vorstendom te veroveren